# Dynamiczne pozycjonowanie statku

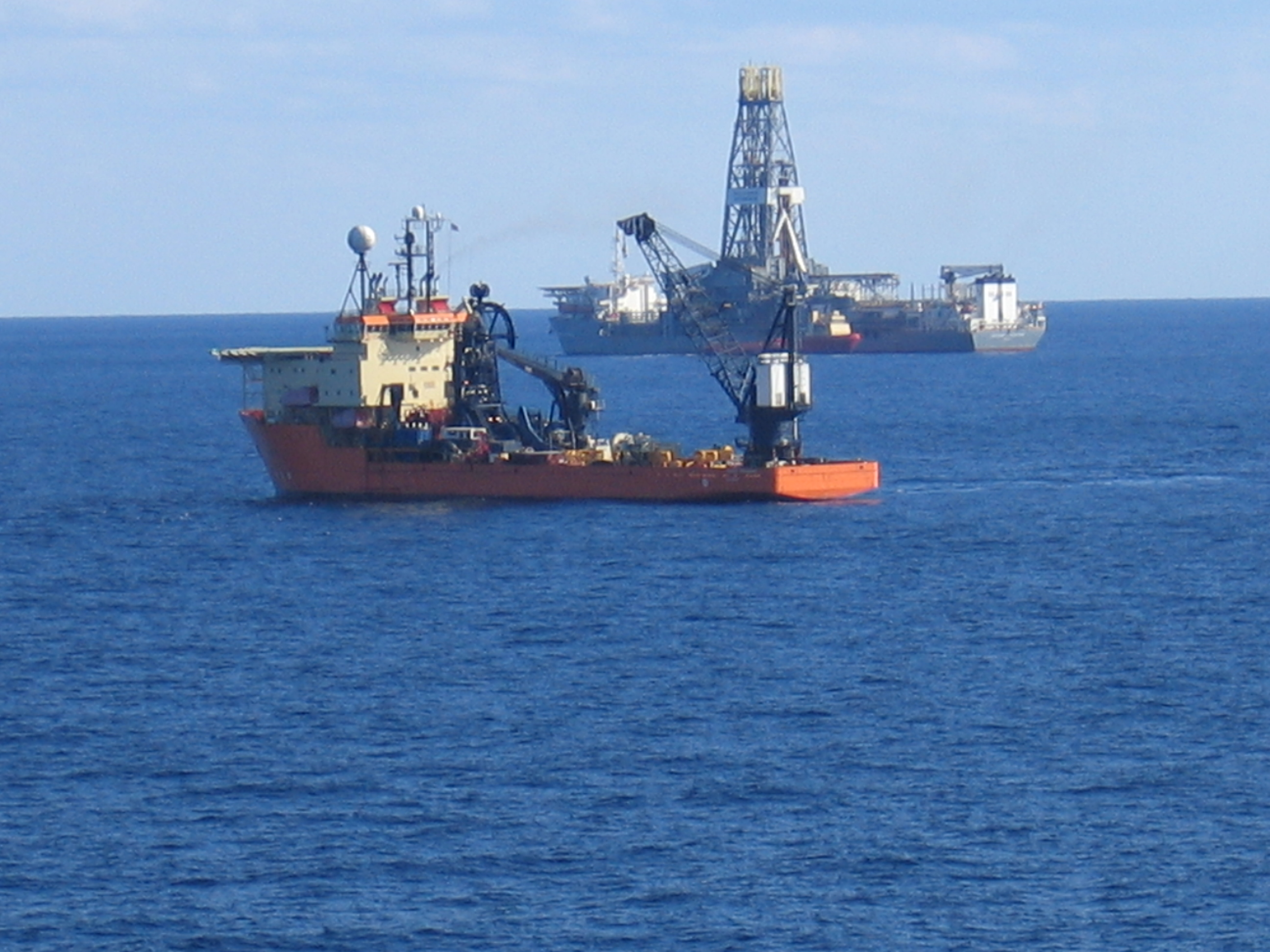
Wielozadaniowy statek pomocniczy Toisa Perseus, w tle statek wiertniczy Discoverer Enterprise.Oba wyposażone w system DP

Dynamiczne pozycjonowanie statku – komputerowo wspomagany system bardzo dokładnego manewrowania statkiem. Statek wyposażony w DP może, za pomocą własnego napędu, utrzymywać aktualną pozycję lub przesuwać się zgodnie z zamierzeniami operatora, z dokładnością do kilku metrów (w zależności od użytego systemu referencyjnego i pogody).

## Wyposażenie

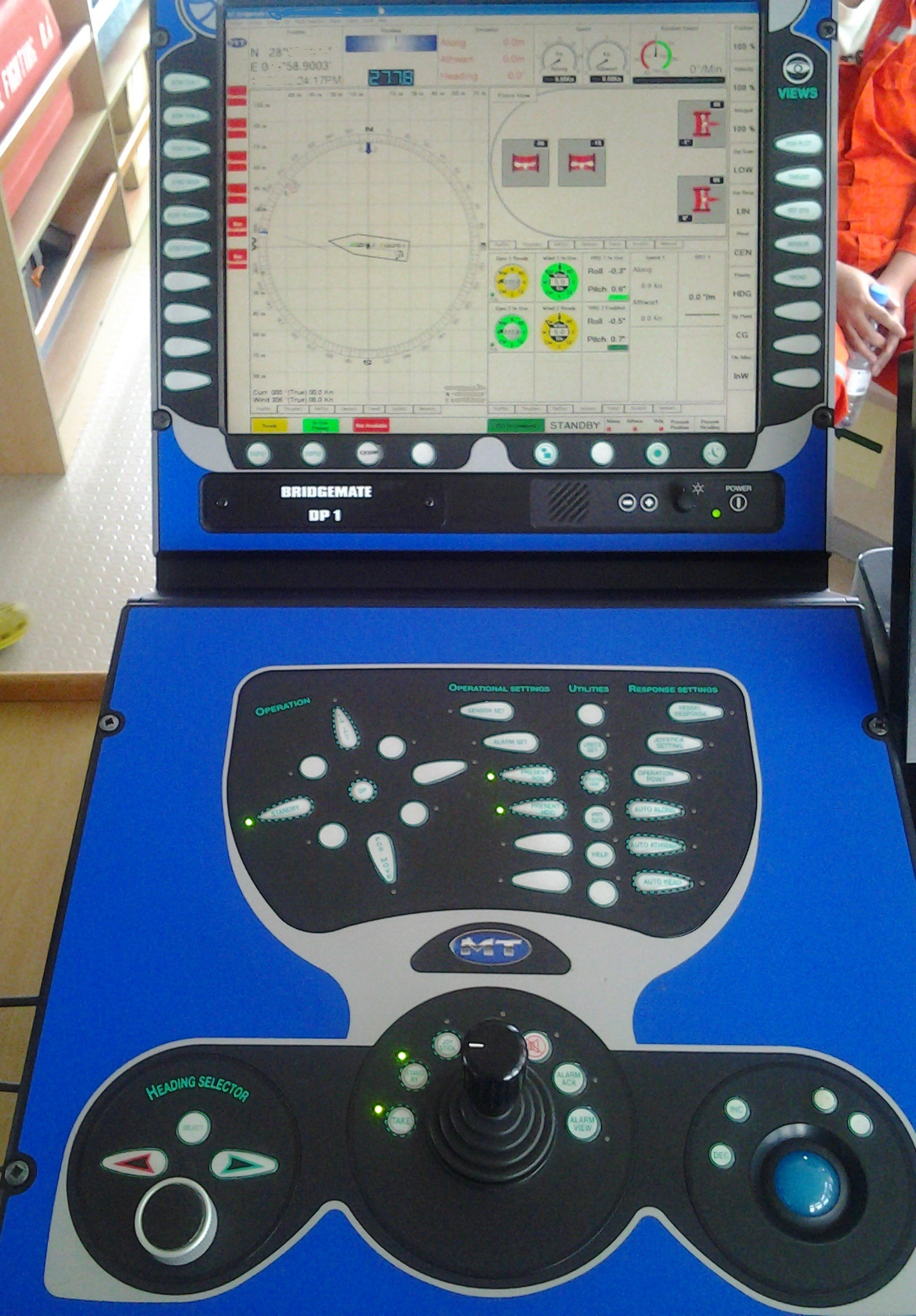
Pulpit operatora systemu DP 1

W skład podstawowego systemu pozycjonowania dynamicznego wchodzą, czujniki, systemy referencyjne, kontrolery oraz panel operatora. 

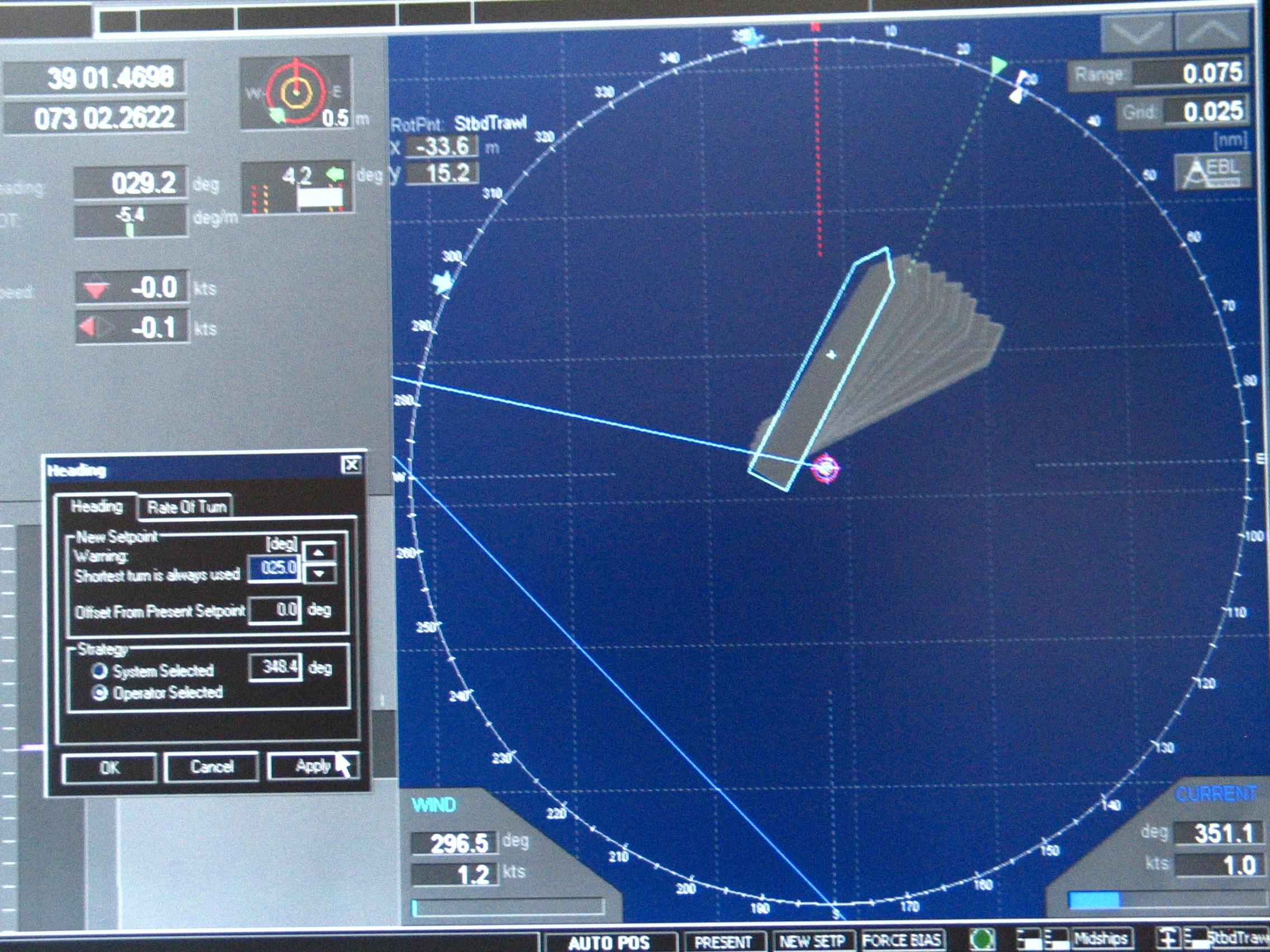
Ekran konsoli operatora

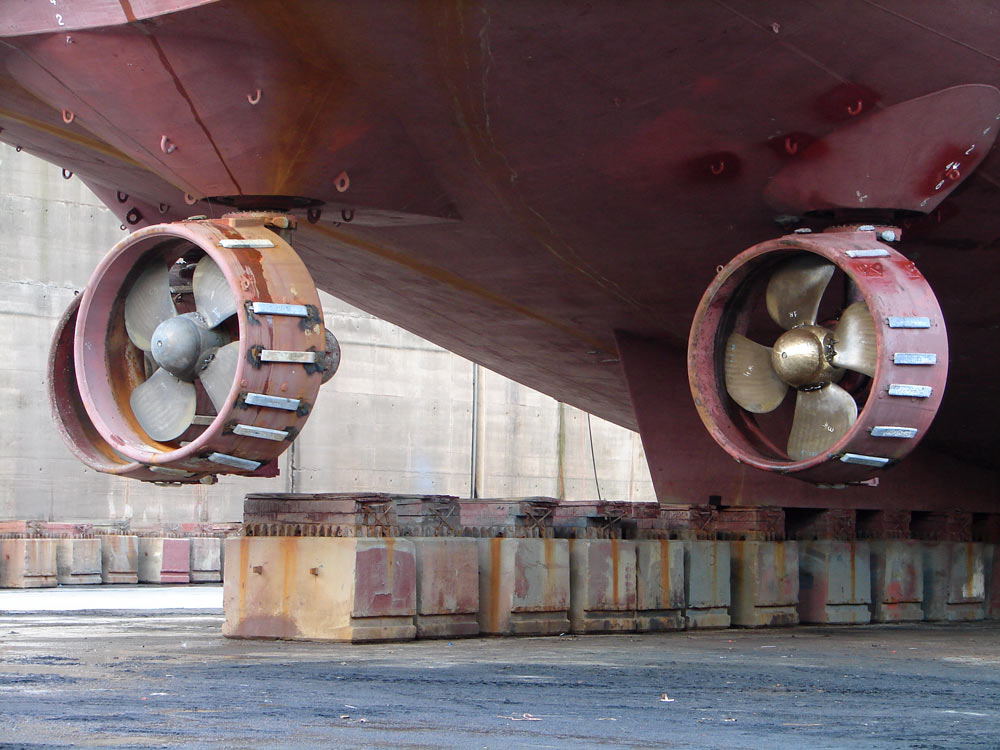
Trzy pędniki azymutalne

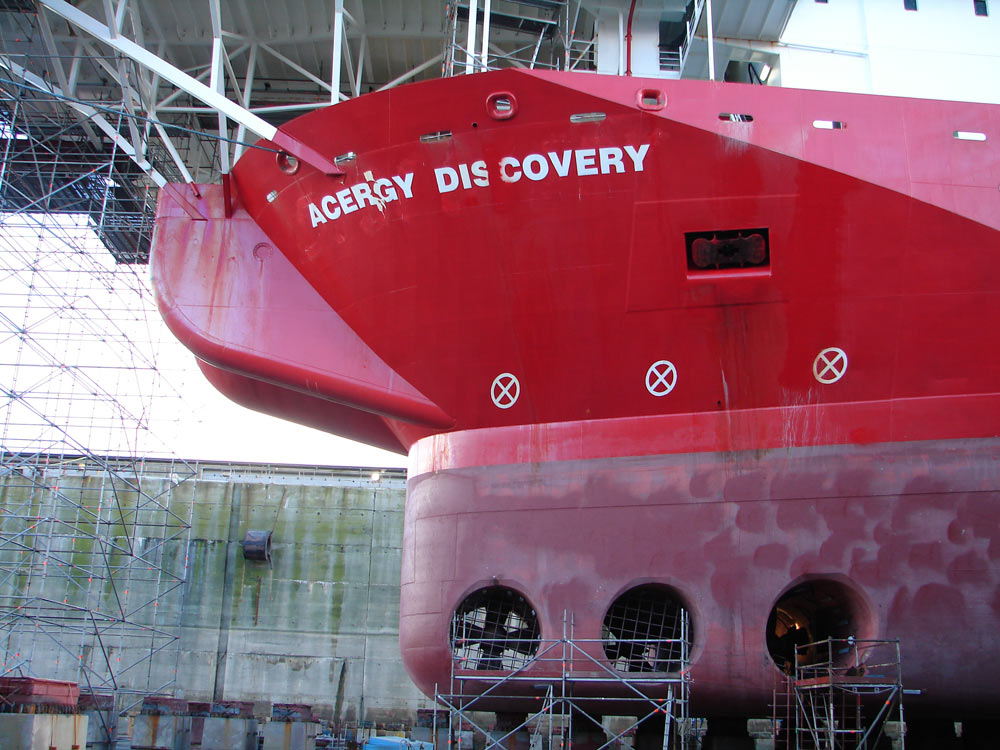
Trzy dziobowe stery strumieniowe

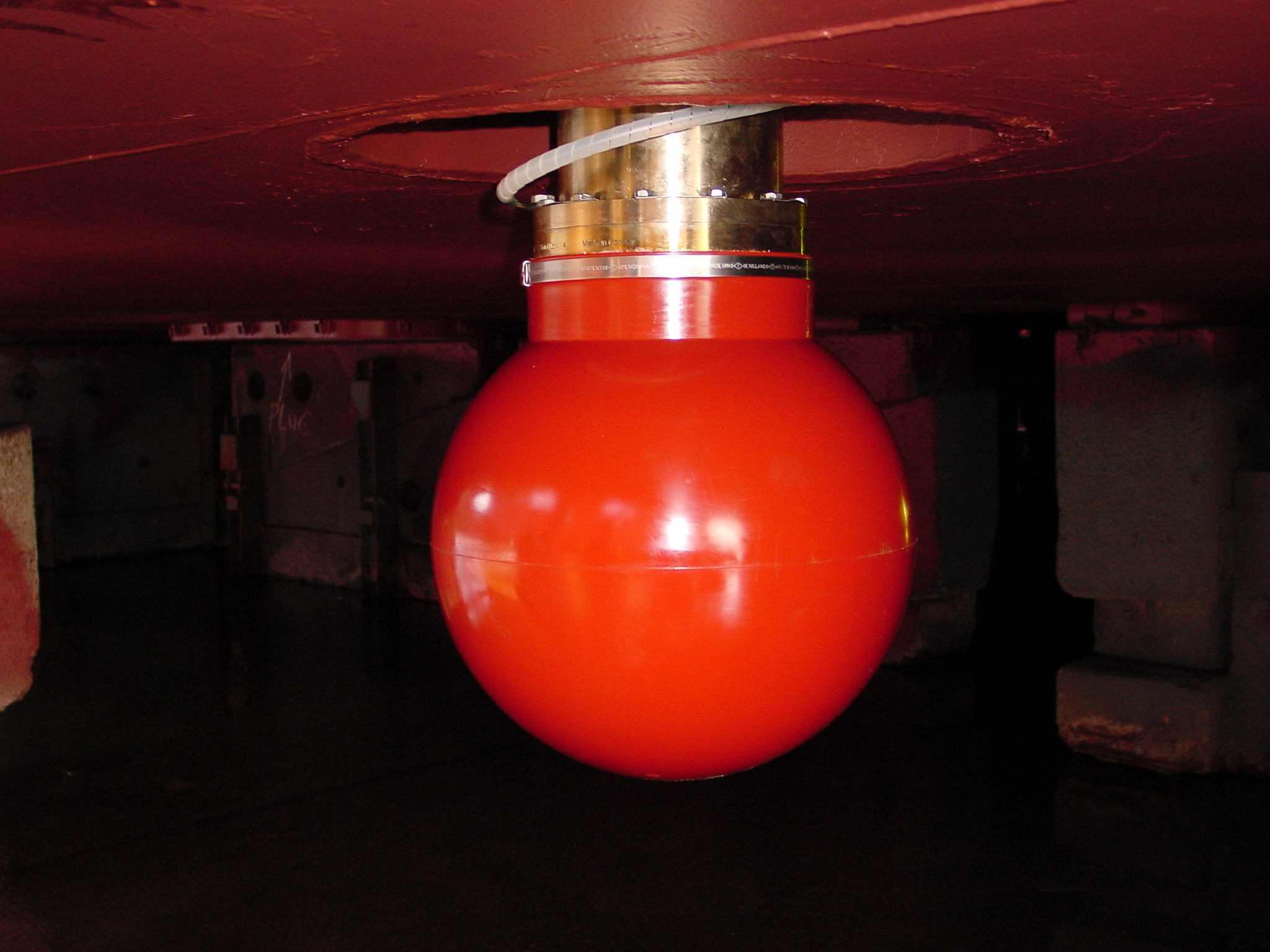
Podwodna antena systemu hydroakustycznego

- Systemy referencyjne: Określają pozycję statku oraz (pośrednio) parametry ruchu.
  - GPS różnicowy
  - Laserowy system pomiaru kąta i odległości (ang. CyScan) (Wyznacza pozycję w stosunku do reflektora zamontowanego na stałym punkcie odniesienia).
  - Systemy radarowe (ang. RadaScan) (nadajnik komunikuje się z odbiornikiem umieszczonym na stałym obiekcie poprzez wykorzystanie fal radiowych).
  - System transponderów hydroakustycznych (ang. HiPAP). (wokół miejsca pracy na dnie morskim umieszczonych jest od jednego do kilku transponderów)
  - System „napiętej liny” (ang. Taut wire). Na dno opuszczany jest kilkusetkilogramowy ciężar na stalowej linie. Specjalny czujnik mierzy kąt między liną a statkiem i na tej podstawie wyznacza pozycję statku względem ciężaru. Niekiedy zamiast liny z ciężarem używa się rury kładzionego rurociągu.
- Żyrokompasy i żyroskopy określające kurs statku oraz jego przechyły poprzeczne i podłużne. Ponieważ przechyły statku wpływają na położenie czujników, odczyty pozycji są kompensowane na podstawie danych o przechyłach.
- Systemy napędowe. Ponieważ statek musi być zdolny do przemieszczania się w dowolnym kierunku lub przeciwstawieniu się dowolnemu dryfowi, oprócz normalnych śrub (zazwyczaj ma dwie śruby nastawne) instaluje się silne stery strumieniowe na dziobie (często też na rufie) albo pędniki azymutalne.
- Komputer sterujący. Komputer odbiera sygnały z systemów referencyjnych oraz żyroskopów i steruje systemem napędowym tak, aby statek wykonywał manewry według wskazań operatora.
- Konsola operatora. Służy do przekazywania komend od operatora do komputera oraz wyświetla informacje z systemów. Operator może sterować statkiem za pomocą joysticka lub w trybie graficznym, wprowadzając komendy za pomocą klawiatury i ekranu.

## Redundancja
Ze względu na niebezpieczeństwo powstania dużych strat materialnych lub utraty życia w wypadku zejścia statku z pozycji stosuje się redundancję, czyli dublowanie urządzeń i systemów. W razie awarii jakiegoś urządzenia zastępcze jest włączane automatycznie a operator jest informowany za pomocą konsoli.
Ze względu na niezawodność statki DP podzielone są na 3 klasy. O ile na statkach DP 1 zejście z pozycji może zdarzyć się w wyniku pojedynczej awarii, DP 3 powinny działać nawet w wypadku pożaru lub zatopienia jednego przedziału.

## Zastosowanie
Statki DP są coraz powszechniejsze w sektorze górnictwa podmorskiego. W DP wyposaża się statki-bazy nurków, holowniki AHTS, statki zaopatrujące platformy, dźwigi pływające, statki wiertnicze, statki do układania kabli i rurociągów, pogłębiarki oraz niektóre inne.
Systemem DP posługuje się też pływająca stacja radarowa.

## Historia
Prace podwodne na małych głębokościach mogły być prowadzone za pomocą statków zakotwiczonych (za pomocą kilku kotwic). W latach 60. XX wieku, kiedy zaczęto wydobywać ropę z większych głębokości rozwiązanie takie stało się niewystarczające ze względu na kłopoty z kotwiczeniem na dużych głębokościach (Ustawienie barki na kotwicach może zająć holownikowi AHTS kilkanaście, a nawet kilkadziesiąt godzin). W 1961 roku zbudowano statek CUSS 1, przeznaczony do głębokich wierceń podmorskich. Był wyposażony w 4 śruby, a sterowanie odbywało się ręcznie. Pozycja była określona za pomocą radaru i sonaru. Wiercąc na głębokości 3500 m, utrzymywano statek w promieniu 180 m od pozycji centralnej.
W tym samym roku statek Eureka wyposażono w analogowy system kontroli pozycji oparty na napiętej linie (Taut wire), co czyniło Eurekę pierwszym statkiem DP.

## Wady i zalety

### Zalety
- Statki DP mogą utrzymywać pozycję z dokładnością do kilku metrów przez długi czas
- Możliwość szybkiej zmiany pozycji
- Zajęcie pozycji i ustabilizowanie zajmuje kilkanaście do kilkudziesięciu minut (zakotwiczenie obiektu zajmuje co najmniej kilka godzin)
- Działają niezależnie od głębokości
- Są niezależne od przeszkód podwodnych
- Nie wymagają pomocy holowników AHTS

### Wady
- Złożona i kosztowna budowa oraz utrzymanie i obsługa
- Duże koszty paliwa
- Ryzyko zejścia z pozycji w razie awarii lub złej pogody
- Zagrożenie dla nurków, pojazdów podwodnych i pobliskich instalacji od pracujących pędników